# Allen Obando
Pour l’article homonyme, voir Obando.
Allen Obando, né le 13 juin 2006 à Quito, est un footballeur international équatorien qui évolue au poste d'avant-centre au Inter Miami, en prêt Barcelona SC.

## Biographie

### Carrière en club
Né à Quito en Équateur, Allen Obando est formé par le Barcelona SC, qu'il rejoint à l'âge de 10 ans,. Il y commence sa carrière professionnelle en championnat d'Équateur, jouant son premier match avec l'équipe première du club le 8 août 2022, remplaçant Emmanuel Martínez lors d'un match de Serie A équatorienne contre Mushuc Runa,.
Le 25 septembre 2023, il marque son premier but en professional, permettant à son équipe de l'emporter 2-1 contre Cuenca, devenant au fur et à mesure des saisons un des jeunes joueurs les plus en vue du championnat équatorien,,.

### Carrière en sélection
Obando est international avec l'équipe d'Équateur des moins de 17 ans.
En mars 2024, Obando est convoqué pour la première fois avec l'équipe senior d'Équateur. Il honore sa première sélection le 22 mars 2024.